# Spathipheromyia guttipennis
Spathipheromyia guttipennis är en tvåvingeart som först beskrevs av Thomson 1869.  Spathipheromyia guttipennis ingår i släktet Spathipheromyia och familjen husflugor. Inga underarter finns listade i Catalogue of Life.